# Zeargyrodes fasciatus
Zeargyrodes fasciatus är en skalbaggsart som beskrevs av Fisher 1925. Zeargyrodes fasciatus ingår i släktet Zeargyrodes och familjen långhorningar. Inga underarter finns listade i Catalogue of Life.